# Vučedolska kultura
Vučedolska kultura je razcvetela med leti 3000 in 2200 pr. n. št. (obdobje bakrene dobe), na področju Srema in vzhodne Slavonije, na desnem bregu Donave, vendar se je najverjetneje razširila čez Panonsko nižino, na zahodni del Balkana in na jug. Bila je sodobna s sumersko civilizacijo v Mezopotamiji, z zgodnjim dinastičnim obdobjem v Egiptu in prvimi naselbinami Troje. Nekateri jo uvrščajo med indoevropske kulture.